# 29er

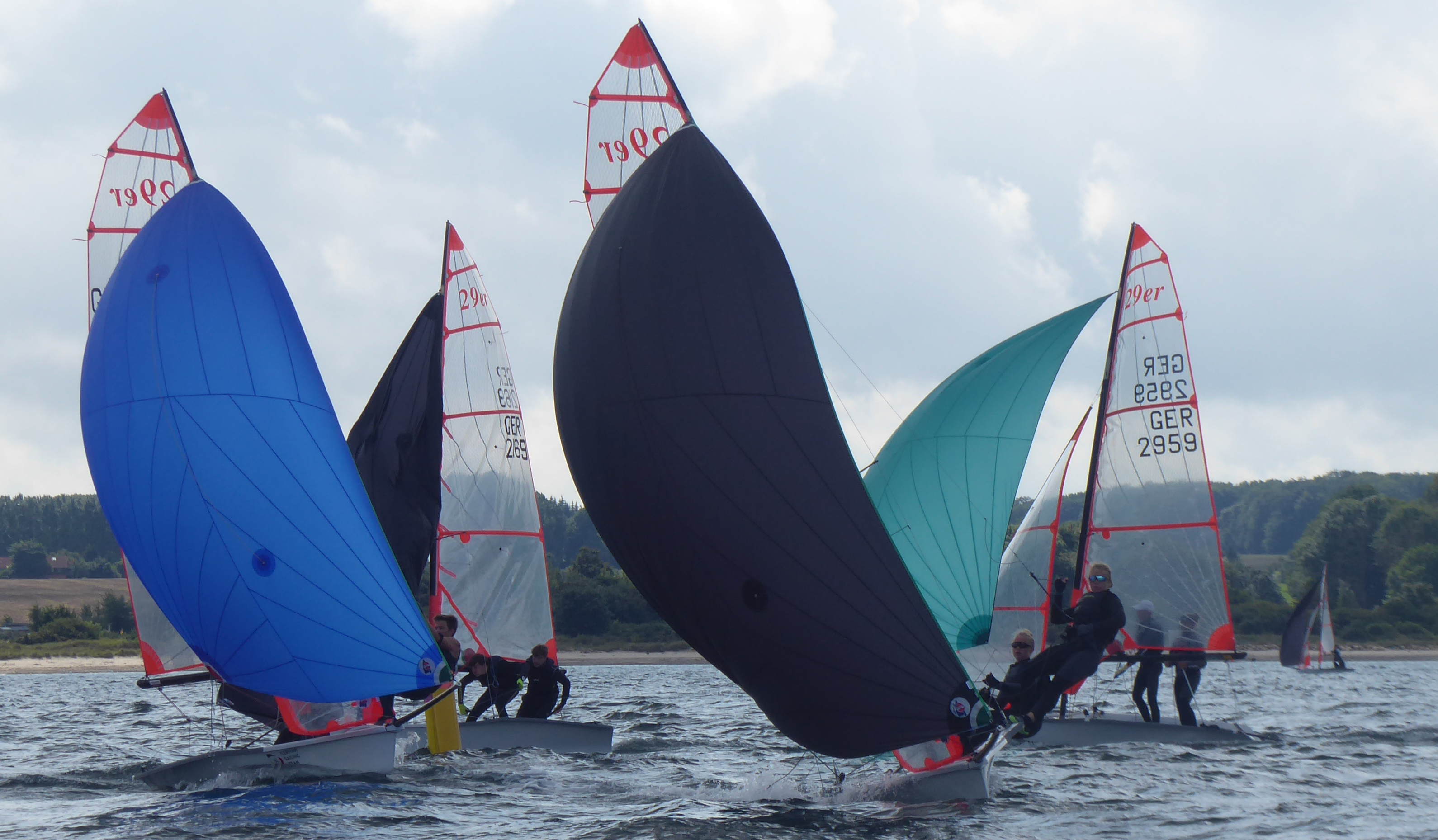
29er

29er je vysoce výkonnostní dvouposádkový závodní skif. Jeho design byl vytvořen Julianem Beathwaitem. První kus byl vytvořen roku 1998. Jedná se o one-design lodní třída (všechny lodě jsou stavěny se stejnými vlastnostmi). 29er je 4,45 m dlouhý a váží 74 kg. Jeho stěžeň je dlouhý 6,25 m. Inspirací pro jeho vytvoření byl olympijský skif 49er. Je vyráběn firmou Ovington, která má sídlo ve Velké Británii. 29er může dosahovat vysokých rychlostí díky svému hydrodynamickému trupu a často přesahuje rychlost větru.
29er je mezinárodně uznanou lodní třídou světovou jachtařskou federací World Sailing.

## Popis
29er má tři plachty. Hlavní plachta a kosatka mají dohromady 13,19 m². Genakr pro jízdu na zadní a boční kurzy má 16,83 m². Ideální váha posádky na 29er je 125 kg.
29er je zaměřený na mladé jachtaře, zejména na ty, kteří chtějí pokračovat na 49er. Byl přijat na Youth Sailing World Championships, aby nahradil Laser 2, který byl navržen Frankem Beathwaitem.
Na 29eru jezdí dvě osoby z nichž jedna má trapéz. Oplachtění obsahuje jeden asymetrický genakr, hlavní plachtu, samopřehazovací kosatku, která usnadňuje jízdu kosatníkovi zejména při obratech proti větru a umožňuje mu vzít otěže od hlavní plachty do ruky během jízdy na kurzu proti větru. Nastavení genakru umožňuje kosatníkovi být více pohotový, což je na této lodní třídě důležité hlavně kvůli její nestabilitě a vysoké rychlosti.
Trup je vytvořený slepením několika vrstev vláknových kompozitů (polyesterem vyztuženým skleněnými vlákny). Plachty jsou vyrobeny z průhledného Mylar laminátu s červenými nebo oranžovými okraji. Genakr je vyroben z Nylonu. Stěžeň se skládá ze tří častí. Spodní a střední z hliníku a vrchní část je z polyester-sklolaminátového kompozitu, který pomáhá ohýbání a snižuje celkovou váhu lodi. Staré foily (ploutev a kormidlo) jsou vyrobeny z hliníku, nové jsou již z laminátu.

## 29er v Česku
V roce 2014 bylo Českým svazem jachtingu[nenalezeno v uvedeném zdroji] nakoupeno prvních deset nových lodí, v roce 2020 přibyly další 4 nové plachetnice. Momentálně se v ČR vyskytuje kolem dvaceti svazových a privátních lodí. Nejlepší závodníci trénují ve Sportovním centru mládeže pod vedením Davida Křížka.
V některých částech České republiky je 29er označován též jako RS 29.

## Závody
| Rok  | Vítěz                                | Místo konání  |
| ---- | ------------------------------------ | ------------- |
| 2000 | Mike Bassett / Mark Kennedy          | Garda         |
| 2001 | John Pink / Tom Weeks                | Kingston      |
| 2002 | John Winning / Evan McNicol          | Sydney        |
| 2003 | David Evans / Rick Peacock           | Laredo        |
| 2004 | Tristan Jaques / Alain Sign          | Silvaplana    |
| 2005 | Jacqui Bonnitcha / Euan McNiclo      | San Francisco |
| 2006 | Silja Lehtinen / Scott Babbage       | Weymouth      |
| 2007 | Matías Gainza / Federico Villambrosa | Buenos Aires  |
| 2008 | Steve Thomas / Jasper Warren         | Melbourne     |
| 2009 | Steve Thomas / Blair Tuke            | Garda         |
| 2010 | Kevin Fisher /Glen Gouron            | Freeport      |
| 2011 | María Belén Tavella / Franco Greggi  | Mar del Plata |
| 2012 | Carlos Robles / Florian Trittel      | Travemünde    |
| 2013 | Lucas Rual / Emile Amoros            | Kalø Vig      |
| 2014 | Kurt Hansen / Harry Morton           | Kingston      |
| 2015 | Kyle O'Connell / Tom Siganto         | Pwllheli      |
| 2016 | Tom Crockett / Harry Morton          | Medemblik     |
| 2017 | Benji Daniel / Alex Burger           | Long Beach    |
| 2018 | Francesco Kayrouz / Jackson Keon     | Hong Kong     |